# Édouard Salier
Édouard Salier (Bordeaux, 12 agosto 1976) è un regista, designer e fotografo francese.
I suoi progetti, in particolare i cortometraggi Flesh e Empire, sono stati mostrati e apprezzati in tutto il mondo. Salier debuttò negli Stati Uniti al Sundance Film Festival.

## Filmografia

### Cortometraggi
- 06.12.2003 (2003)
- Toks (2003)
- The End (2004)
- Interview (2005)
- Empire (2005)
- Flesh (2005)
- Love (2006)
- 4 (2009)

### Serie TV
- Il Liceo Voltaire (Mixte) (2021)

### Video musicali
- Mountains, Doctor L (2000)
- Never Satisfied, Tony Allen (2000)
- Labyrinth, Doctor L (2000)
- Give Away Box, Doctor L (2000)
- Perfect Monster, Kactus Hunters (2001)
- Clumsy Lobster, Ernest Saint Laurent (2001)
- Miracles, Kactus Hunters (2001)
- Habana, Orishas (2002)
- Back By Dope Demand, Naab (2002)
- Já sei namorar, Tribalistas (2003)
- La Balayeur, Thomas Winter et Bogue (2004)
- Batifole, Thomas Winter et Bogue (2004)
- Nací Orishas, Orishas (2004)
- El Kilo, Orishas (2004)
- I Want Love, Jehro (2005)
- Fils de Cham, Tété (2006)
- ¿Qué pasa?, Orishas (2006)
- Hip Hop Conga, Orishas (2007)
- User, The Replicants (2007)
- Hay Un Son, Orishas (2007)
- Let's Get Physical, Rock & Junior (2008)
- Bruja, Orishas (2008)
- Let's Take a Walk, Raphael Saadiq (2009)
- So Light Is Her Footfall, Air (2010)
- Splitting the Atom, Massive Attack (2010)
- This Is War, Thirty Seconds to Mars (2011)